# عبد الله الحربي (لاعب كرة قدم مواليد 1990)
عبد الله فايد الحربي مواليد 7 أغسطس 1990 في السعودية، هو لاعب كرة قدم سعودي يلعب مع نادي الوطني.

## مسيرة اللاعب
لعب في نادي التعاون في الفئات السنيةو لعب بعدها مع نادي الخلود والنادي العربي ونادي التقدم ونادي الصقور ونادي الوطني.